# Josep Maria Guzmán
Josep Maria Guzmán Cañas (ur. 28 lutego 1984 w Badalonie w regionie Katalonii) – hiszpański koszykarz, narodowości katalońskiej, grający na pozycji rozgrywającego, zawodnik CE Lleidy Bàsquet.

## Zespoły
- Joventut Badalona – 2001–2004
- Melilla Baloncesto – 2004–2005
- CB Prat – 2005
- CB Tarragona – 2005–2007
- ViveMenorca – 2007–2010
- CE Lleida Bàsquet – 2010–obecnie